# Elecciones a la Asamblea de Extremadura de 1999
Las elecciones a la Asamblea de Extremadura de 1999 se celebraron el domingo 13 de junio, de acuerdo con el Decreto dispuesto el 19 de abril y publicado en el Diario Oficial de Extremadura el día siguiente. Se eligieron los 65 diputados de la v legislatura de la Asamblea de Extremadura, 36 de ellos en la circunscripción electoral de Badajoz y 29 en la de Cáceres, mediante un sistema proporcional con listas cerradas (método D'Hondt) y un umbral electoral del 5 %, bien sobre el total de votos válidos en circunscripción o bien sobre el total de votos válidos en el conjunto de la comunidad autónoma.
Con una participación por encima del 70%, la candidatura de la coalición PSOE-Progresistas obtuvo mayoría absoluta, y consiguió la investidura de su candidato, Juan Carlos Rodríguez Ibarra, como presidente de la Junta.

## Resultados
Los resultados detallados correspondientes al escrutinio general se detallan a continuación:
| Candidatura                               | Candidatura                                        | Badajoz | Badajoz       | Badajoz       | Cáceres | Cáceres       | Cáceres       | Total                   | Total         | Total         |
| Candidatura                               | Candidatura                                        | Vot.    | %             | Esc.          | Vot.    | %             | Esc.          | Vot.                    | %             | Esc.          |
| ----------------------------------------- | -------------------------------------------------- | ------- | ------------- | ------------- | ------- | ------------- | ------------- | ----------------------- | ------------- | ------------- |
|                                           | PSOE-Progresistas (PSOE-p)                         | 194 264 | 49,65         | 19            | 119 153 | 46,68         | 15            | 313 417                 | 48,68         | 34            |
|                                           | Partido Popular (PP)                               | 153 432 | 39,22         | 15            | 105 225 | 41,23         | 13            | 258 657                 | 40,01         | 28            |
|                                           | Izquierda Unida-Compromiso por Extremadura (IU-CE) | 27 869  | 7,12          | 2             | 11 263  | 4,41          | 1             | 39 132                  | 6,05          | 3             |
| Extremadura Unida                         | Extremadura Unida                                  | 2368    | 0,61          | 0             | 8415    | 3,30          | 0             | 10 783                  | 1,67          | 0             |
| Coalición Extremeña CREX-PREX (CREX-PREX) | Coalición Extremeña CREX-PREX (CREX-PREX)          | 2530    | 0,65          | 0             | 4907    | 1,92          | 0             | 7437                    | 1,15          | 0             |
| Socialistas Independientes                | Socialistas Independientes                         | 4530    | 1,16          | 0             | 1708    | 0,67          | 0             | 6238                    | 0,96          | 0             |
| Los Verdes de Extremadura                 | Los Verdes de Extremadura                          | 1822    | 0,47          | 0             | 1588    | 0,62          | 0             | 3410                    | 0,54          | 0             |
| En blanco                                 | En blanco                                          | 4427    | 1,13          | n/a           | 2981    | 1,17          | n/a           | 7408                    | 1,15          | n/a           |
| Votos válidos                             | Votos válidos                                      | 391 242 | 100,00        | 36            | 255 240 | 100,00        | 29            | &&&&&&&&&&&&&&00.&&&&-0 | 100,00        | 65            |
| Votos nulos                               | Votos nulos                                        | 2419    | Part. 73,84 % | Part. 73,84 % | 1626    | Part. 72,84 % | Part. 72,84 % | &&&&&&&&&&&&&&00.&&&&-0 | Part. 73,44 % | Part. 73,44 % |
| Votantes                                  | Votantes                                           | 393 661 | Part. 73,84 % | Part. 73,84 % | 256 866 | Part. 72,84 % | Part. 72,84 % | 650 527                 | Part. 73,44 % | Part. 73,44 % |
| Electores                                 | Electores                                          | 533 094 | Part. 73,84 % | Part. 73,84 % | 352 659 | Part. 72,84 % | Part. 72,84 % | 885 753                 | Part. 73,44 % | Part. 73,44 % |

## Diputados electos
Relación de diputados electos por las circunscripciones de Badajoz y Cáceres:
| N.º | Nombre                               | Lista | Lista  |
| --- | ------------------------------------ | ----- | ------ |
| 1   | Juan Carlos Rodríguez Ibarra         |       | PSOE-p |
| 2   | Juan Ignacio Barrero Valverde        |       | PP     |
| 3   | Pilar Blanco-Morales Limones         |       | PSOE-p |
| 4   | María Josefa Benavente Sanguino      |       | PP     |
| 5   | Luciano Fernández Gómez              |       | PSOE-p |
| 6   | María Cristina Herrera Santa Cecilia |       | PP     |
| 7   | Manuela Frutos Gama                  |       | PSOE-p |
| 8   | Lorenzo Jesús Blanco Nieto           |       | PSOE-p |
| 9   | Antonio Guerrero Guerrero            |       | PP     |
| 10  | José Luis Viñuela Díaz               |       | PSOE-p |
| 11  | Fernando Baselga Laucirica           |       | PP     |
| 12  | Manuel Cañada Porras                 |       | IU-CE  |
| 13  | Juan Manuel Rodríguez Tabares        |       | PSOE-p |
| 14  | Mariano Gallego Barrero              |       | PP     |
| 15  | Mercedes Amado Albano                |       | PSOE-p |
| 16  | Alberto Astorga Gonzalez             |       | PP     |
| 17  | Alfredo Gimeno Ortiz                 |       | PSOE-p |
| 18  | María Ascensión Murillo Murillo      |       | PSOE-p |
| 19  | César Díez Solís                     |       | PP     |
| 20  | María Soledad Pérez Domínguez        |       | PSOE-p |
| 21  | Manuel Moreno Blázquez               |       | PP     |
| 22  | Francisco Macías Martín              |       | PSOE-p |
| 23  | Jesús Vicente Sánchez Cuadrado       |       | PP     |
| 24  | Ramón Rocha Maqueda                  |       | PSOE-p |
| 25  | Inocente Mayoral Sánchez             |       | PP     |
| 26  | María Teresa Rejas Rodríguez         |       | IU-CE  |
| 27  | José Martín Martín                   |       | PSOE-p |
| 28  | José Santiago Lavado                 |       | PSOE-p |
| 29  | Manuel Jesús Morán Rosado            |       | PP     |
| 30  | María del Rosario Martín Martín      |       | PSOE-p |
| 31  | Domingo José Hidalgo Rodríguez       |       | PP     |
| 32  | Adela Cupido Gutiérrez               |       | PSOE-p |
| 33  | José Luis Santos Santos              |       | PP     |
| 34  | David Romero Calzado                 |       | PSOE-p |
| 35  | José Vázquez Álvarez                 |       | PP     |
| 36  | Victoriana Fernández Monge           |       | PSOE-p |

| N.º | Nombre                                          | Lista | Lista  |
| --- | ----------------------------------------------- | ----- | ------ |
| 1   | Federico Suárez Hurtado                         |       | PSOE-p |
| 2   | Carlos Javier Floriano Corrales                 |       | PP     |
| 3   | Rosa Elena Muñoz Blanco                         |       | PSOE-p |
| 4   | Cristina Elena Teniente Sánchez                 |       | PP     |
| 5   | Manuel Veiga López                              |       | PSOE-p |
| 6   | María José González del Valle García de la Peña |       | PP     |
| 7   | Inés María Rodríguez Díaz                       |       | PSOE-p |
| 8   | Manuel Rodríguez Cancho                         |       | PP     |
| 9   | Miguel Madera Donoso                            |       | PSOE-p |
| 10  | Laureano León Rodríguez                         |       | PP     |
| 11  | María Fernanda Sánchez Franco                   |       | PSOE-p |
| 12  | Javier Casado Izquierdo                         |       | PP     |
| 13  | Alejo Salas Alonso                              |       | PSOE-p |
| 14  | Diego Sánchez Duque                             |       | PP     |
| 15  | María Dolores Pallero Espadero                  |       | PSOE-p |
| 16  | Félix Dillana Izquierdo                         |       | PSOE-p |
| 17  | Rodolfo Orantos Martín                          |       | PP     |
| 18  | María Salud Recio Romero                        |       | PSOE-p |
| 19  | José Antonio Echávarri Lomo                     |       | PP     |
| 20  | Agustín Real Rodríguez                          |       | IU-CE  |
| 21  | Juan Manuel Hernández Sánchez                   |       | PSOE-p |
| 22  | Daniel Guisado González                         |       | PP     |
| 23  | Francisco Torres Gil                            |       | PSOE-p |
| 24  | Andrés Sánchez-Ocaña Sánchez-Ocaña              |       | PP     |
| 25  | Antonio Olivenza Pozas                          |       | PSOE-p |
| 26  | Dionisia del Carmen Campo Donaire               |       | PP     |
| 27  | Eva María Pérez López                           |       | PSOE-p |
| 28  | José Luis Bravo Matías                          |       | PP     |
| 29  | Juan Ramón Ferreira Díaz                        |       | PSOE-p |

## Acontecimientos posteriores

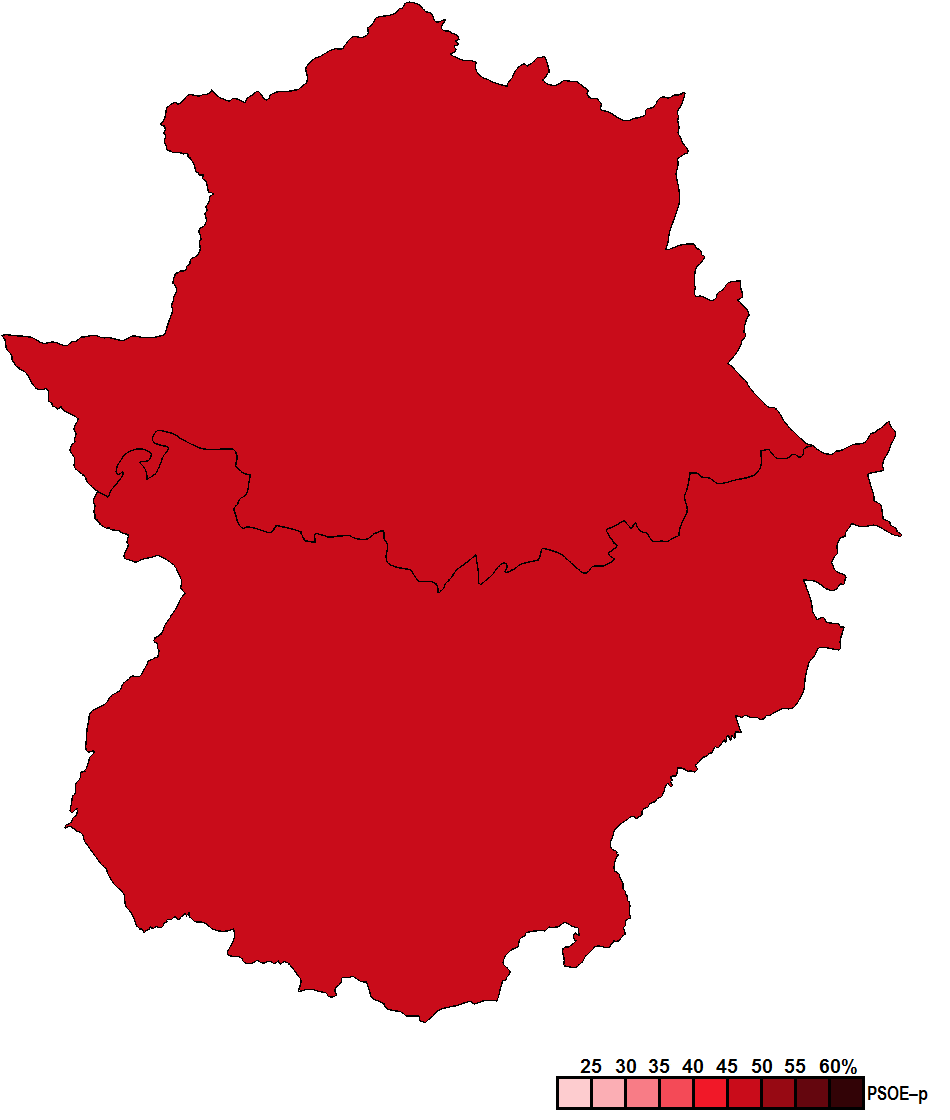
Partido más votado en cada provincia

Investidura del presidente de la Junta de Extremadura
| Candidato                               | Fecha                                                   | Voto       |    |    |   | Total |
| --------------------------------------- | ------------------------------------------------------- | ---------- | -- | -- | - | ----- |
| Juan Carlos Rodríguez Ibarra (PSOE)     | 15 de julio de 1999 Mayoría requerida: Absoluta (33/65) | Sí         | 34 |    |   | 34/65 |
| Juan Carlos Rodríguez Ibarra (PSOE)     | 15 de julio de 1999 Mayoría requerida: Absoluta (33/65) | No         |    | 27 | 3 | 30/65 |
| Juan Carlos Rodríguez Ibarra (PSOE)     | 15 de julio de 1999 Mayoría requerida: Absoluta (33/65) | Abstención |    |    |   | 0/65  |
| Faltó a la votación un diputado del PP. |                                                         |            |    |    |   |       |